# فورماميد
الفورماميد (ويعرف أيضاً باسم أميد الميثان) هو أميد حمض الفورميك، وهو بذلك أبسط أميدات الأحماض الكربوكسيلية. يكون الفورماميد في الشروط العادية من الضغط ودرجة الحرارة على شكل سائل عديم اللون، قابل للامتزاج مع الماء.

## التحضير
كان الفورماميد يحضر في السابق من تفاعل حمص الفورميك مع الأمونياك ليشكل مركب فورمات الأمونيوم، والذي يعطي الفورماميد إبان التسخين:
{\displaystyle \mathrm {HCOOH\ +\ NH_{3}\ \longrightarrow \ HCOONH_{4}} }
{\displaystyle \mathrm {HCOONH_{4}\ {\xrightarrow {\Delta }}\ HCONH_{2}\ +H_{2}O} }
في وقت لاحق، كان الفورماميد يحصل عليه من التحلل الأميني لمركب فورمات الإيثيل، وحلّت بذلك كطريقة تحضبر بدل الطريقة السابقة.
{\displaystyle \mathrm {HCOOCH_{2}CH_{3}\ +\ NH_{3}\ \longrightarrow \ HCONH_{2}\ +\ CH_{3}CH_{2}OH} }
في الوقت الحالي، ينتج الفورماميد صناعياً من تفاعل أحادي أكسيد الكربون مع الأمونياك:
{\displaystyle \mathrm {CO\ +\ NH_{3}\ \longrightarrow \ HCONH_{2}} }
أو بإجراء عملية التحلل الأميني لمركب فورمات الميثيل (الناتج من تفاعل أحادي أكسيد الكربون مع الميثانول):
{\displaystyle \mathrm {HCOOCH_{3}\ +\ NH_{3}\ \longrightarrow \ HCONH_{2}\ +\ CH_{3}OH} }

## الخصائص
إن الفورماميد عبارة عن سائل عديم اللون يمتزج مع الماء له رائحة خفيفة تشبه رائحة الأمونياك. عند التسخين إلى درجات حرارة تتجاوز 180 °س يبدأ الفورماميد بالتفكك إلى أحادي أكسيد الكربون وثنائي أكسيد الكربون والأمونياك.
يعد الفورماميد مذيب للعديد من المركبات الأيونية.

## الاستخدامات
يعد الفورماميد مادة أولية مهمة في الصناعة الكيميائية من أجل تصنيع عقاقير السلفا وغيرها من المستحضرات الدوائية، وفي مجال تحضير مبيدات الأعشاب ومبيدات الآفات.
يستخدم الفورماميد كمذيب للمواد الراتنجية وللملدنات. كذلك الأمر مع رقائق البوليمرات الكهربائية الساكنة ذات التجميع الذاتي.